# Corrent Nord Equatorial del Pacífic

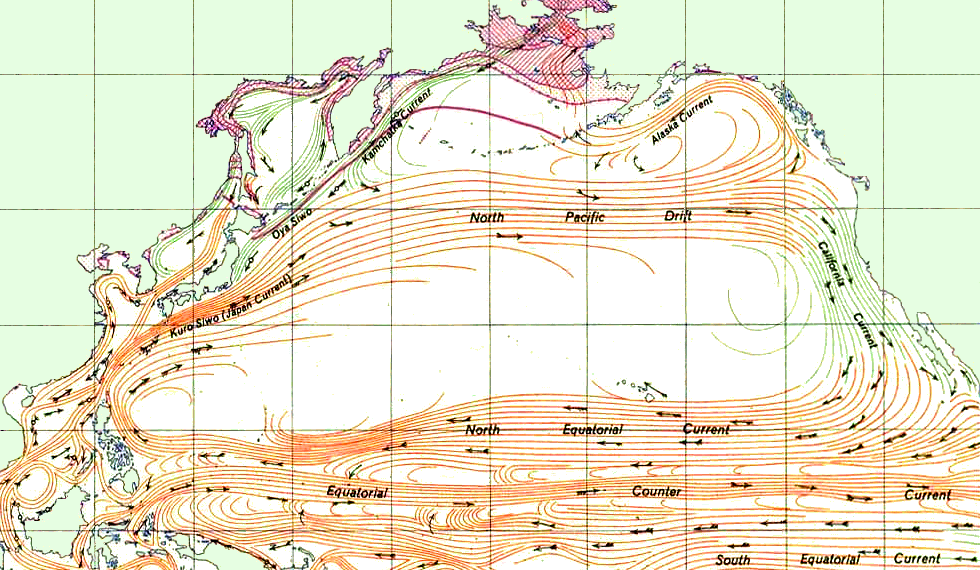
Imatge del Gir del Pacífic Nord, amb els corrents importants. A la part inferior, en anglès, tres corrents paral·lels a l'Equador: Corrent Nord Equatorial, Contracorrent Equatorial i Corrent Sud Equatorial.

El Corrent Equatorial Del nord és un corrent significatiu present a l'oceà Pacífic i a l'oceà Atlàntic que flueix de l'est a l'oest entre les latituds aproximades10° nord i 20° nord. El Corrent Equatorial del Pacífic està situat al cantó sud del Gir Subtropical Pacífic en el sentit de les agulles del rellotge. Malgrat el seu nom, el Corrent Equatorial Del nord no és connectat a les aigües de l'equador. En ambdós oceans, Pacífic i Atlàntic, és separat de la circulació equatorial pel Contra Corrent Equatorial (també conegut com el Contra Corrent Equatorial del Nord), el qual flueix cap a l'est. El flux de superfície en l'equador dirigit a l'oest en ambdós oceans és part del Corrent Equatorial Del sud.

## Començament i fi del Corrent Equatorial del Nord del Pacífic
El NEC comença en les latituds típiques, a la banda oriental del Pacífic, a prop de la costa mexicana. En aquella zona, hi arriben aigües provinents en la seva major part del Corrent de Califòrnia, i en menor proporció de reflux del Contracorrent Equatorial o Corrent de Cromwell. El corrent Nord Equatorial acaba en arribar a la costa de l'illa filipina de Mindanao on es bifurca en dos corrents, el Kuro Shio cap al nord i el Corrent de Mindanao cap al sud.

## Variació dels corrents equatorials paral·lels
Els tres corrents, Nord Equatorial, Contracorrent de Cromwell i Sud Equatorial, pateixen variacions al llarg de l'any.
El Corrent Equatorial Nord i el Contracorrent subjacent de Cromwell fluctuen de manera sincrònica i contrària al Corrent Equatorial Sud. Les fluctuacions dels corrents es relacionen amb els vents alisis i estan més fortament influïts per la posició dels vents alisis que per la seva força. Quan Alisis del nord-est són forts i en una posició al sud durant la primera meitat de l'any, tant el Corrent Equatorial Nord com el Contracorrent Equatorial són febles; quan els Alisis són més febles i en una posició més septentrional durant la segona meitat de l'any, tots dos corrents són forts.